# Théophile Henri Décanis
Théophile Henri Décanis est un peintre français né en 1848 à Marseille où il est mort le 10 février 1917.

## Biographie
Rattaché au courant artistique de l'École marseillaise, Théophile Henri Décanis est élève et ami de Jean-Baptiste Olive (1848-1936). Il peint pendant vingt ans les paysages de la Provence. 
En 1900, il participe à la décoration de la grande salle du restaurant Le Train bleu de la gare de Lyon à Paris pour laquelle il peint les vues de Cannes et Menton, tableaux actuellement non localisés remplacés en 1905 par la toile d'Albert Maignan, Le Théâtre d'Orange.
La Ville de Marseille a donné son nom à une de ses rues.

## Œuvres dans les collections publiques

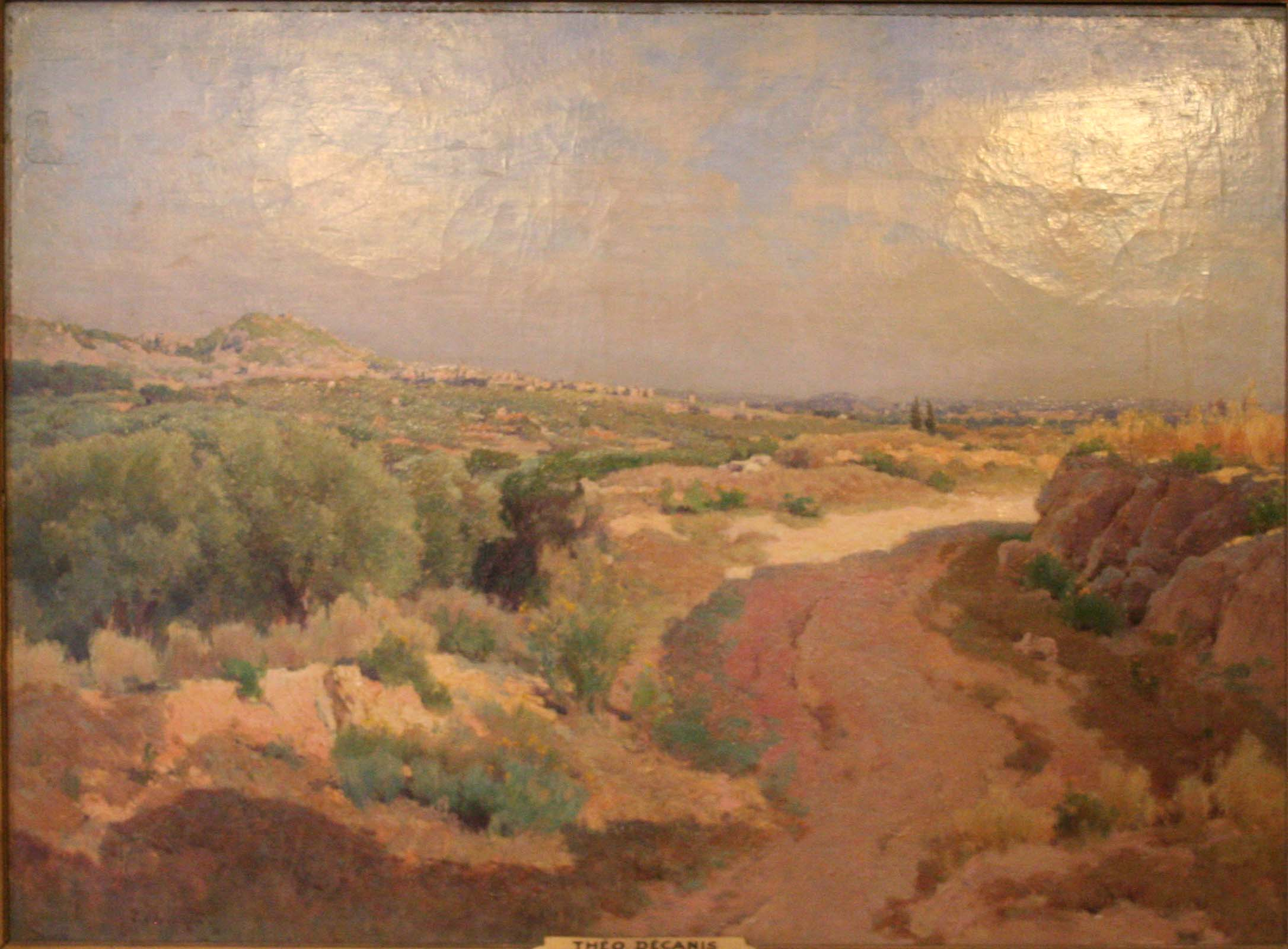
Vue d'Allauch, Digne-les-Bains, musée Gassendi.

- Digne-les-Bains, musée Gassendi : Vue d'Allauch.
- Mâcon, musée des Ursulines : Le Thym fleuri dans les plaines d'Arbois, Provence, Salon des artistes français de 1886, huile sur toile, 170 × 211 cm.
- Marseille, musée des Beaux-Arts :
  - Le Vieux moulin de Regnac, Salon de 1884, huile sur toile, 149 × 212 cm ;
  - Paysage, huile sur toile, 65 × 100 cm.
- Narbonne, musée d'Art et d'Histoire : Matinée d'été en Provence, Salon de 1903, huile sur toile.
- Paris, gare de Lyon, Le Train bleu, grande salle :
  - Cannes, 1900, huile sur toile marouflée, localisation actuelle inconnue ;
  - Menton, 1900, huile sur toile marouflée, localisation actuelle inconnue.

- Localisation inconnue : L'Étang de Berre (Provence), Salon des artistes français de 1900, huile sur toile, achat de l'État.

## Salons
- Salon des artistes français :
- 1884 : Moulin à vent au bord de l'étang de Berre, mention honorable  ; Le Vieux moulin de Regnac.
- 1886 : Le Thym fleuri dans les plaines d'Arbois, Provence), no 689, mention.
- 1900 : L'Étang de Berre, no 378.
- 1903 : Matinée d'été en Provence.